# قضیه کلازیوس
قضیه کلازیوس(به انگلیسی: Clausius's theorem) در علم ترمودینامیک و در بحث چرخه‌های ترمودینامیکی، بیان ریاضی گونه قانون دوم ترمودینامیک است و همچنین آن را نامساوی کلازیوس نیز می‌خوانند که توسط رودلف کلاوزیوس
مطرح شد. این قضیه قصد توضیح رابطه‌ای بین شار گرما و آنتروپی یک سیستم و محیط اطراف آن را دارد.

## تاریخچه
قضیه کلازیوس یک توضیح ریاضی وار قانون دوم ترمودینامیک است. همچنین به عنوان نابرابری کلازیوس هم خوانده می‌شود، این قضیه توسط رودلف کلاوزیوس برای توصیف رابطه بین شار گرما و آنتروپی سامانه با محیط اطرافش تبیین شده‌است. کلاوزیوس تلاشی هم در توصیف آنتروپی در پی این قضیه اش کرد. به‌طور دقیق تر، این قضیه راهی برای تعیین بازگشت‌پذیر بودن ویا بازگشت‌پذیر نبودن یک فرایند چرخه ای می‌دهد. این قضیه مبانی درک بهتر قانون دوم ترمودینامیک را مهیا کرد.
کلاوزیوس یکی از پیشگامان کار کردن روی ایده آنتروپی بود و حتی در تعیین نام این کمیت هم مؤثر بوده‌است. او در سال ۱۸۶۲ در پی انتشار مقاله ای با نام راهکارهای قضیه هم‌ارزی برای کار داخلی، مفهوم آنتروپی را معرفی نمود. کلاوزیوس در پی آن بود رابطه تناسب بین آنتروپی و شارش انرژی به صورت گرما {\displaystyle (\delta Q)} در یک سامانه را نشان دهد. در یک سامانه، در طول یک فرایند چرخه ای انرژی گرمایی می‌تواند به کار تبدیل شود و کار به گرما تبدیل شود. کلاوزیوس متذکر شد که ٬، جمع جبری تمام تبدیلات اتفاق افتاده در یک فرایند چرخه‌ای می‌تواند تنها کمتر از صفر باشد، در یک مورد اضافی، می‌تواند برابر با صفر باشد. به عبارت دیگر، معادله
{\displaystyle \oint {\frac {\delta Q}{T}}=0}
{\displaystyle (\delta Q)} به عنوان گرما شارش یافته از (در) سامانه به (از) محیط و {\displaystyle T} دمای مطلق سامانه وقتی که انرژی جذب (گسیل) شده‌است. معادله پیشین برای هر فرایند چرخه‌ای و برگشت‌پذیری صحیح است. کلاوزیوس معادله زیر را برای هر تحول سامانه ای ممکنی به صورت چرخه‌ای و برگشت‌ناپذیر نوشت، که به نابرابری کلاوزیوس یا همان قضیه وی موسوم شد.
{\displaystyle \oint {\frac {\delta Q}{T}}\leq 0}
اکنون که نابرابری او را شناختیم باید رابطه‌ای بین معادلات پیشین و مفهوم آنتروپی گسترش دهیم. مقدار تغییرات آنتروپی یک سامانه در طول یک فرایند چرخه‌ای به صورت زیر می‌باشد.
{\displaystyle \Delta S=\int {\frac {\delta Q}{T}}}
آنتروپی یک تابع حالت است، این همچنین از قانون دوم ترمودینامیک قابل بررسی است. تابع حالت بودن تنها وابسته است به نقاطی که سامانه در آن به حالت تعادل می‌رسد و نه به مسیری که سامانه طی می‌کند تا به حالت تعادل برسد. اما در خلاف این موضوع گرما و کار، این دو مفهوم شدیداً وابسته هستند به مسیر طی شده توسط سامانه. در صورت ریاضی وار این معادلات برای آنکه تفاوت این دو تغییر را متذکر شویم بر سر عملگر مشتق‌گیری کار و گرما یک خط شکسته می‌گذاریم، در اصطلاح فیزیکی کار و گرما را دو مشتق ناکامل می‌گویند. در یک تحول برگشت‌پذیر چرخه‌ای سامانه چون سامانه در نهایت به نقطه ابتدایی خود بازمی‌گردد تغییرات آنتروپی برابر صفر است. {\displaystyle (\Delta S=0)} اما در یک تحول برگشت ناپذیر چرخه‌ای سامانه چنین نیست و تغییرات آنتروپی همیشه کمتر از صفر است. {\displaystyle (\Delta S\leq 0)}

## تعریف
قضیه کلازیوس در یک چرخهٔ ترمودینامیکی اظهار می‌کند که:
{\displaystyle \oint {\frac {\delta Q}{T}}\leq 0}
که در آن δQ مقدار گرمای گرفته شده توسط سیستم در یک چرخهٔ ترمودینامیکی است. انتگرال خطی منحنی بستهٔ بالا، برابر صفر است اگر که این چرخه، یک فرایند برگشت‌پذیر باشد. در غیر این صورت این مقدار کمتر از صفر است. حالت برگشت‌پذیر برای توصیف کمیت آنتروپی استفاده می‌شود که در واقع تابع حالت است.

## اثبات
دمایی که در مخرج انتگرال نابرابر کلازیوس وارد می‌شود، همان دمای منبع خارجی است که با سامانه گرما جابجا می‌کند، در هرلحظه از فرایند، سامانه با منبع گرمایی خارجی در تماس است.
به خاطر قانون دوم ترمودینامیک، در طی جابجایی بی‌نهایت کوچک گرما در فرایند، بین سامانه و منبع گرمایی، تغییر آنتروپی کیهان به شرح زیر است. (در نظر بگیرید که اگر مسیر برگشت‌پذیر می‌بود، تغییر آنتروپی کیهان صفر بود. زیرا فرایند را برگشت‌پذیر در نظر گرفته بودیم) در این مورد فرایند مورد بررسی برگشت‌ناپذیر است و جهان شمول تر است.{\displaystyle dS_{Total}=dS_{Sys}+dS_{Res}\geq 0}
هنگامی که سامانه مقدار گرمای بی‌نهابت کوچکی دربردارد{\displaystyle \delta Q_{1}(\geq 0)} برای آنکه تغییر خالص آنتروپی {\displaystyle dS_{Total_{1}}} مثبت باشد، لازم است دمای منبع خارجی گرم {\displaystyle T_{Hot}} بیشتر از دمای سامانه مورد مطالعه باشد. اگر دمای سیستم با {\displaystyle T_{1}} داده شده باشد. پس داریم: {\displaystyle dS_{sys_{1}}={\frac {\delta Q_{1}}{T_{1}}}} و {\displaystyle T_{hot}\geq T_{1}}، نتیجهً داریم:
. .{\displaystyle -dS_{res_{1}}={\frac {\delta Q_{1}}{T_{hot}}}\leq {\frac {\delta Q_{1}}{T_{1}}}=dS_{sys_{1}}}
گزاره پیشین به این معنا است که آنتروپی منبع گرمایی در پی از دست دادن گرمای {\displaystyle \delta Q_{1}} کمتر از آنتروپی سامانه است، این از دو جهت نیاز توضیح دارد. ابتدا این که گرمای مبادله شده برای سامانه و منبع گرمایی به اندازه یکسان است اما علامت آن فرق دارد. برای منبع منفی و برای سامانه مثبت است. اما از طرفی طبق قرار داد، اندازه دمای منبع گرم بیشتر از سامانه است (دمای هر دو می‌بایست در درجه‌بندی کلوین باشد). در این وضعیت تغییر آنتروپی برای منبع گرمایی منفی و برای سامانه مثبت است.
به‌طور مشابه، در یک فاصله بی‌نهایت کوچک که سامانه در دمای {\displaystyle T_{2}} است، گرمای {\displaystyle -\delta Q_{2}(\delta Q_{2}\leq 0)} را به یک منبع سردتر با دمای {\displaystyle T_{cold}} می‌دهد({\displaystyle T_{cold}\leq T_{2}}) و دوباره با توجه به قانون دوم ترمودینامیک، ما می‌توانیم دقیقاً همانند بار پیش بنویسیم:
. .{\displaystyle dS_{res{2}}={\frac {\delta Q_{2}}{T_{cold}}}\geq {\frac {\delta Q_{2}}{T_{2}}}=-dS_{sys_{2}}}
مقدار گرمای گسیلی از سامانه با {\displaystyle \delta Q_{2}(\leq 0)} مشخص شده‌است و حاکی از آن است که گرما از سامانه به منبع منتقل شده‌است پس، {\displaystyle dS_{sys_{2}}\leq 0}. اندازه آنتروپی به شرح مقابل است. {\displaystyle dS_{res_{2}}={\frac {|\delta Q_{2}|}{T_{cold}}}} که بزرگتر از آنتروپی سامانه است{\displaystyle |dS_{sys_{1}}|}.
وقتی تغییر آنتروپی در یک سامانه طی یک فرایند چرخه ای صفر است، و اگر ما هم تمام آن مراحل بی‌نهایت کوچکی که در آن گرما منتقل می‌شود را با هم جمع کنیم و دمای منبع را هم {\displaystyle T} در نظر بگیریم، با توجه به دو معادله قبل خواهیم داشت:
{\displaystyle -\oint dS_{res}=\oint {\frac {\delta Q}{T}}\leq \oint dS_{sys}=0}
در نهایت شاهد آن هستیم که قضیه کلازیوس اثبات شد.